# Marjan (Löwe)
Marjan (persisch مرجان Mardschān, DMG Marǧān, ‚Koralle‘, * 1976; † 25. Januar 2002) war ein beliebter Löwe im Zoo von Kabul.

## Leben
Marjan kam 1976 im Kölner Zoo zur Welt und wurde 1978 als Geschenk nach Afghanistan gebracht, wo er mit seiner Partnerin Chucha lebte.
Die Bürgerkriegsjahre und den Krieg gegen die UdSSR bekam der Kabuler Zoo zu spüren, doch er wurde nicht geschlossen. 1993 wurde ein Soldat von Marjan getötet, nachdem dieser im Zuge einer Mutprobe ins Löwengehege gestiegen war und die Löwin Chucha gestreichelt hatte. Der Bruder des Getöteten warf aus Rache am folgenden Tag eine Granate ins Gehege, sie explodierte und verletzte Marjan schwer. Der Löwe überlebte den Anschlag, doch er verlor das Gehör, ein Auge und seine Zähne.
Während der Herrschaft der Taliban, die eine Zeitlang planten, alle Tiere des Zoos zu töten, wurde Marjan 1996 einmal mit Steinen beworfen. Nach den Bombenangriffen und der anschließenden Eroberung Kabuls durch US-Truppen wurden Marjan und der Zoo weltbekannt und bekamen Spenden aus aller Welt. Der Löwe starb schließlich an Organversagen.

## Wirkungen
Marjan galt zeit seines Lebens als „Symbol für den Überlebenswillen der afghanischen Bevölkerung“ und verkörperte für Afghanen als auch weltweit den Niedergang und die Zerstörung Afghanistans durch die Kriege der letzten Jahrzehnte, die Marjan als eines von nur neunzehn Tieren im Zoo überlebte. Marjans Tod war ein Schock für viele Afghanen. Die chinesische Regierung schenkte dem Zoo als „Zeichen der Freundschaft“ ein Löwenpaar als Ersatz. Die Informationsstelle Militarisierung kritisierte nach Marjans Tod, wie das Schicksal des Löwen in den Medien inszeniert wurde und dass sein Tod tragischer dargestellt worden sei „als der aller getöteten Taliban, die ja zuvor ausreichend dämonisiert wurden“.
Khaled Hosseini erwähnt Marjan in seinem Roman Drachenläufer, der 2003 erschien und 2007 verfilmt wurde.
Einem seit 2014 im Kabuler Zoo lebenden Löwen wurde in Erinnerung an seinen Artgenossen ebenfalls der Name Marjan gegeben.

## In der Literatur
Marjans Geschichte ist in Libraires envolés. Bangkok-Damas von Anne und Laurent Champs-Massart erzählt.